# Una novelita lumpen
Una novelita lumpen es la novena novela editada del escritor chileno Roberto Bolaño, y la última que publicó en vida, siendo publicada en Barcelona, España, primero en 2002 por la Editorial Mondadori, y reeditada en 2009 por Anagrama.
La obra está dedicada a sus dos hijos Lautaro y Alaxandra, y contiene un prefacio escrito por el polifacético escritor francés Antonin Artaud en que denuesta toda la escritura y los escritores, especialmente los contemporáneos.
El título de la novela es un guiño a Tres novelitas burguesas del escritor chileno José Donoso (1925-1996).

## Estructura
El libro está dividido en dieciséis capítulos cortos, y contado en primera persona por la protagonista, Bianca, ya adulta, quien rememora un periodo de su infancia, adolescencia y primera juventud.
La novela tiene la misma premisa que el cuento «Músculos» que apareció en su libro póstumo El secreto del mal (2007), si bien su desarrollo toma una vía muy diferente.

## Argumento
Bianca cuenta el momento de su vida posterior a la temprana muerte de sus padres en un accidente automovilístico, quedando ella y su hermano huérfanos y debiendo continuar sobreviviendo en la misma casa de sus padres, en un suburbio de Roma. Con el paso del tiempo van dejando los estudios, Bianca comienza a trabajar en una peluquería como lavadora de cabello y su hermano en un gimnasio. Es en este lugar donde conoce a dos hombres mayores que ellos, que se van a instalar a su casa durante un tiempo indeterminado, y que acompañarán a Bianca en su camino a la madurez, a través de «las peores y más interesantes facetas de la sexualidad y el engaño».

## Historia editorial
La obra fue solicitada a Bolaño por Claudio López, director de la editorial Mondadori, con quien tenía amistades en común, tales como el escritor argentino Rodrigo Fresán, el editor y crítico literario Ignacio Echevarría o el director de Editorial Anagrama, Jorge Herralde, donde Bolaño publicaba por entonces la gran mayoría de sus libros.
La intención de López era crear una colección de libros relacionados con ciudades o ambientados en estas. Con este propósito, Bolaño optó porque la historia contada en Una novelita lumpen transcurriera en Roma, si bien esta ubicación no es en la obra un rasgo imprescindible, quedando incluso la información de la contratapa fuera de lugar con respecto al contenido de la novela.

## Adaptación al cine

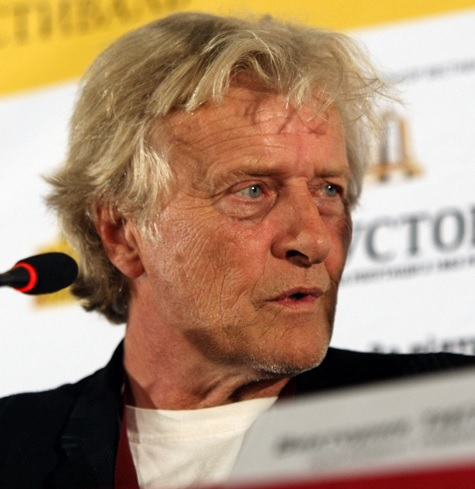
El actor Rutger Hauer protagoniza la película de Alicia Scherson Il futuro, basada en Una novelita lumpen.

En 2013 la directora de cine y guionista chilena Alicia Scherson dirigió la película Il futuro basada en esta novela. La película, protagonizada por el actor neerlandés Rutger Hauer y la chilena Manuela Martelli en el papel de Bianca, fue seleccionada para el Festival de Cine de Sundance del mismo año, así como ganadora en la categoría de mejor película en el Festival Internacional de Cine de Róterdam.